# Karl Arnsperger
Karl Arnsperger (* 27. Januar 1870 in Pforzheim; † 19. Januar 1934 in Karlsruhe) war ein deutscher Verwaltungsbeamter.

## Leben
Karl Arnsperger war Sohn eines Obermedizinalrats. Er studierte Rechtswissenschaft an der Albert-Ludwigs-Universität Freiburg. 1890 wurde er Mitglied des Corps Rhenania Freiburg. 1894 wurde er Rechtspraktikant und 1897 Referendär. Er trat in den badischen Verwaltungsdienst ein. 1902 wurde er planmäßig als Amtmann beim Bezirksamt Bruchsal angestellt. 1910 war er Oberamtmann. 1911 wurde er zum Amtsvorstand des Bezirksamts Staufen und 1919 zum Amtsvorstand des Bezirksamts Schwetzingen ernannt. 1921 wechselte er als Oberregierungsrat in das badische Ministerium des Inneren in Karlsruhe. 1922 wurde er zum Ministerialrat befördert. Am 30. April 1933 trat er in den Ruhestand.